# (3976) Lise
(3976) Lise es un asteroide perteneciente al cinturón de asteroides, descubierto el 6 de mayo de 1983 por Norman G. Thomas desde la Estación Anderson Mesa (condado de Coconino, cerca de Flagstaff, Arizona, Estados Unidos).

## Designación y nombre
Designado provisionalmente como 1983 JM. Fue nombrado Lise en homenaje a "Lise Melinda Breakey Thomas" hija del descubridor.